# Malaconotus
Malaconotus és un gènere d'ocells de la família dels malaconòtids (Malaconotidae ).

## Taxonomia
Segons la Classificació del Congrés Ornitològic Internacional (versió 13.1, 2023) aquest gènere està format per 6 espècies:
- gladiador capgrís (Malaconotus blanchoti).
- gladiador de Lagden (Malaconotus lagdeni).
- gladiador de Monteiro (Malaconotus monteiri).
- gladiador dels Uluguru (Malaconotus alius).
- gladiador sagnant (Malaconotus cruentus).
- gladiador verdós (Malaconotus gladiator).